# Національний центральний музей Кореї

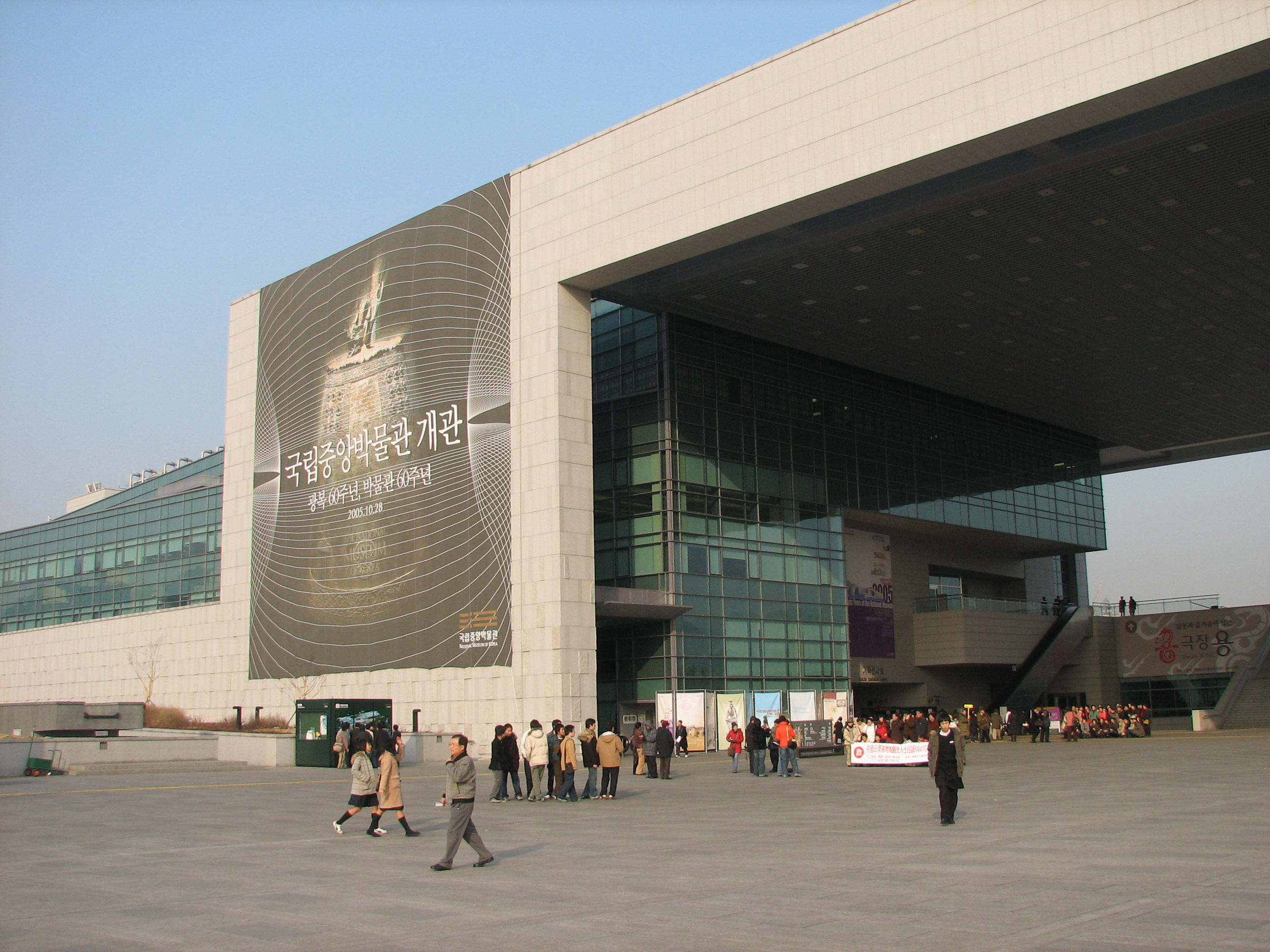
Зовнішній вигляд Національного музею Кореї.

Національний центральний музей Кореї (кор. 국립중앙박물관, ханча: 國立中央博物館) — найбільший на території Республіки Корея історичний і художній музей та культурний центр. Розташований у столиці країни місті Сеулі. Перебуває у підпорядкуванні Міністерства культури, спорту і туризму. Входить до першої десятки найвідвідуваніших художніх музеїв світу.
Музей засновано у 1945 році, у 2005 році переїхав у нову будівлю, побудовану спеціально для нього в стилі довгастої давньокорейської фортеці. Будівля музею побудована з матеріалів із високою межею вогнестійкості й здатна витримувати землетруси магнітудою до 6,0 за шкалою Ріхтера, у ній передбачені системи природного освітлення і кондиціонування повітря. На території музейного комплексу розташовані лекторії, спеціальний дитячий музей, павільйони для виставок, а також ресторани і кафе.
Площа музею становить 137 201 м², що робить його одним із найбільших музеїв Азії та шостим за величиною у світі; висота досягає 43,08 м. Загальне число експонатів історичних, художніх і археологічних колекцій музею перевищує 220 000, з яких відвідувачам для огляду доступно близько 13 000. Серед експозицій музею є як такі, що постійно діють, так і тимчасові виставки, при ньому існують наукові й освітні програми різної спрямованості.
У 2013 році число відвідувачів музею перевищило 3,1 млн осіб.